# GR1993 Records
GR1993 Records, anciennement Gramy Records, est un label discographique hongrois de jazz, world music et musique classique.

## Histoire
Le label est fondé en 1999 par Attila Egerhazi pour publier des enregistrements de musique savante. Elle est une part de Gramy Group, une compagnie pas seulement avec le label discographique, mais aussi avec des studios d'enregistrement et cinéma, une office de graphisme et web design, une agence de communication et une gestion des événements.
Gramy Records se rebaptise GR1993 Records en 2014.

## Groupes et artistes
Parmi les artistes connus qui ont enregistré des albums pour Gramy Records sont :
- Steve Hackett (guitariste de jazz et compositeur anglais) ;
- Chester Thompson (percussionniste des États Unis) ;
- Johanna Beisteiner (guitariste classique autrichienne) ;
- Ben Castle (clarinettiste et saxophoniste anglais) ;
- Djabe (groupe musical hongrois de jazz et musiques du monde).